# Rufo (console 457)
Flavio Rufo (latino: Flavius Rufus; fl. 457) è stato un politico bizantino.
Fu il console posterior del 457, anch'egli, come il collega Costantino, riconosciuto solo in Oriente.
Di lui non si sa altro.